# Južni vetar
Južni vetar (v srbské cyrilici Јужни ветар) byl název pro skupinu jugoslávských hudebních umělců v 80. letech, která působila v rámci nahrávacího studia v Bělehradě stejného názvu. Skupina popularizovala tradiční balkánskou hudbu, importovala do ní prvky pop music a orientální hudby. Jejím zakladatelem byl hudebník z Leskovace, Miodrag M. Ilić. Skupina byla zpočátku velmi okrajová, během 80. let však získávala postupně větší a větší publikum. A to i přesto, že byla skupina kritizována za pokus o islamizaci populární hudby a obviňována ze zavlékávání blízkovýchodních a cizích prvků. Některá jugoslávská média Južní vetar bojkotovala.
Mezi autory, kteří patřili pod toto nahrávací studio, se řadí např. Dragana Mirković, Mile Kitić, Indira Radić, Sinan Sakić, Šemsa Suljaković nebo Jašar Ahmedovski.
V Jugoslávii 80. let byl Južni vetar poměrně populární a jejich alba se prodávala v statisících kopií. Jejich přínos pro populární hudbu země v 80. letech byl především předzvěstí tzv. turbofolku, který se stal významným hudebním proudem na přelomu 80. a 90. let 20. století.